# Ger Soepenberg
Pour les articles homonymes, voir Soepenberg.
Ger Soepenberg, né à Den Ham, aux Pays-Bas le 1er mai 1983 et mort dans la même ville le 8 juillet 2014, est un coureur cycliste néerlandais.

## Biographie
En juillet 2006, Ger Soepenberg reçoit un avertissement pour un dopage au salbutamol lors de la course De Drie Zustersteden.
Soepenberg meurt le 8 juillet 2014 d'un arrêt cardiaque.

## Palmarès
- 2004
  - Tour de l'Alblasserwaard
- 2006 
  - De Drie Zustersteden
- 2007
  - 1re et 6e étapes du Tour du Siam
  - 3e étape du Tour de León
- 2009
  - 2e du Circuit de Campine